# El muchacho del pájaro
El muchacho del pájaro es el título de una sobreventana que ideó Francisco de Goya para el antedormitorio de los Príncipes de Asturias en el Palacio del Pardo. Forma parte de la cuarta serie de cartones para tapices.
Se conserva en el Museo del Prado, y su pareja, con las mismas dimensiones es El niño del árbol. Sin embargo, su reducido tamaño ha hecho que no se le estudie con detenimiento, siendo considerada una obra de conjunto.

## Análisis
Un niño juega en un árbol con un jilguero. La esbelta línea de éste ha permitido dar al cuadro un sentido de verticalidad. En la escena Goya crea un sentido de perspectiva, que además ha sabido interpretarse como un magnífico sentido de verticalidad.
Funcionó como sobreventana o rinconera del antedormitorio de los Príncipes de Asturias en el Pardo. Ha pasado desapercibida para los críticos, quienes se han interesado más en otras obras de Goya como La novillada o Los leñadores. 